# Pecatu
Pecatu ist indonesisches Desa („Dorf“) im Distrikt Kuta Selatan im Regierungsbezirk Badung. Es ist ein Touristen- und Wohngebiet an der Westküste der Bukit-Halbinsel der indonesischen Insel Bali. 2020 lebten hier circa 8000 Menschen.
In Pecatu findet sich der berühmte hinduistische Tempel Pura Luhur Uluwatu. Mehrere beliebte Strände befinden sich ebenfalls in Pecatu, beispielsweise Padang Padang, Nyang Nyang und Uluwatu.
| Desa      | Fläche 2021 | Volkszählung | Volkszählung | Fortschreibung Ende 2021 | Fortschreibung Ende 2021 | Fortschreibung Ende 2021 |
| Desa      | Fläche 2021 | 2010         | 2020         | 2021                     | Dichte                   | Sex Ratio                |
| --------- | ----------- | ------------ | ------------ | ------------------------ | ------------------------ | ------------------------ |
| Pecatu000 | 26,51       | 7.378        | 13.713       | 8.261                    | 311,62                   | 97,38                    |

## Galerie

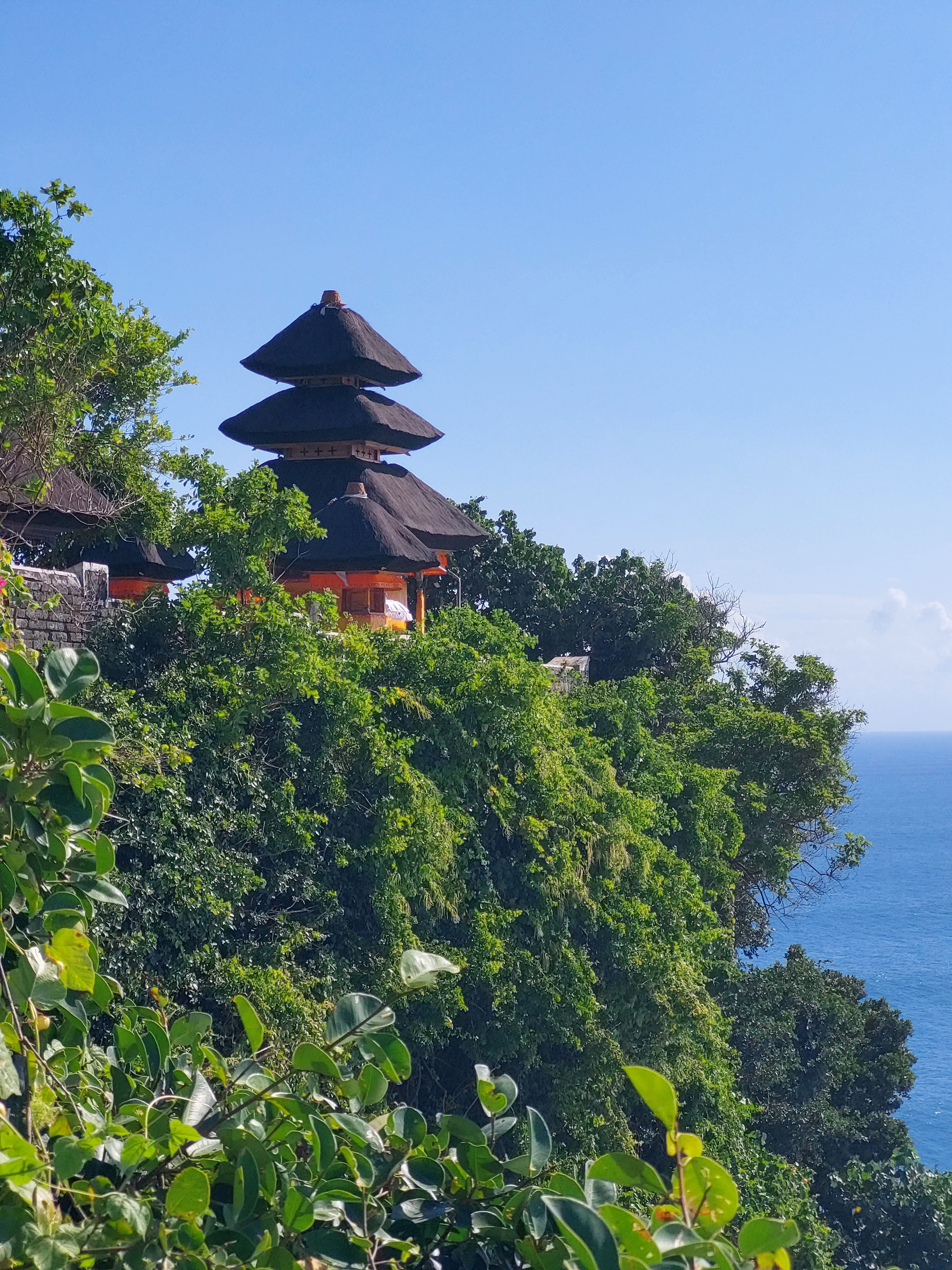
Uluwatu-Tempel
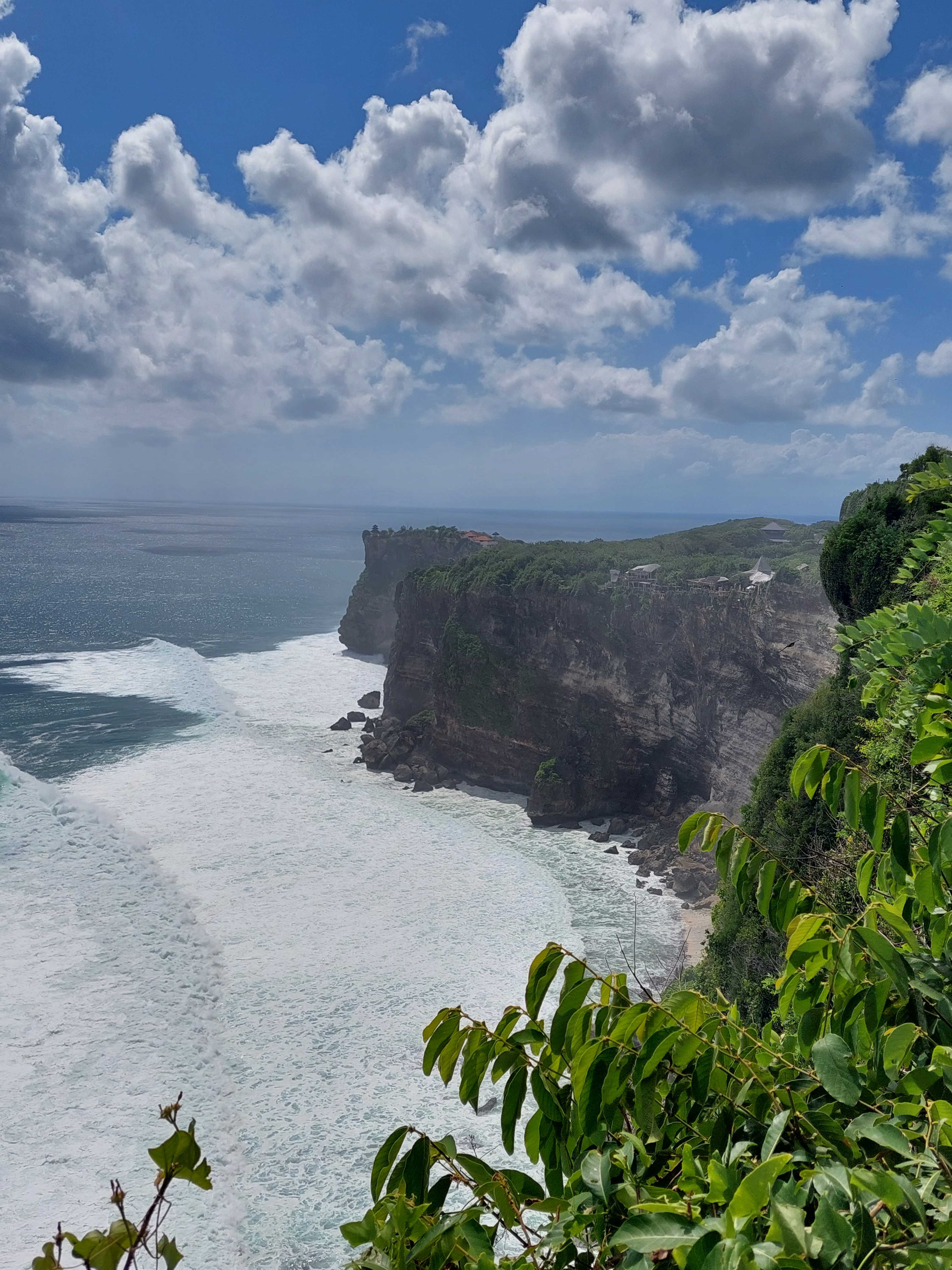
Klippen von Uluwatu
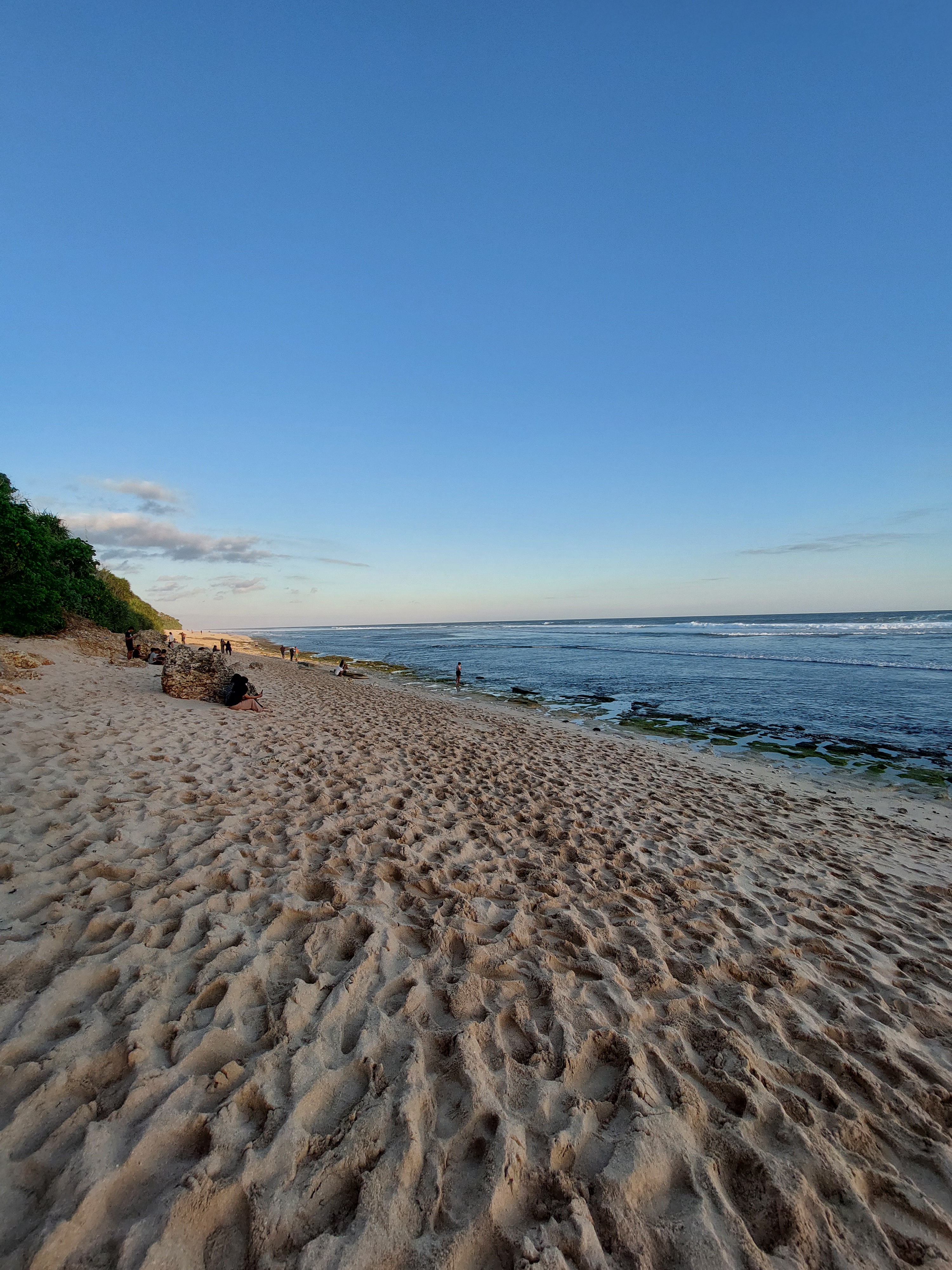
Nyang Nyang Strand
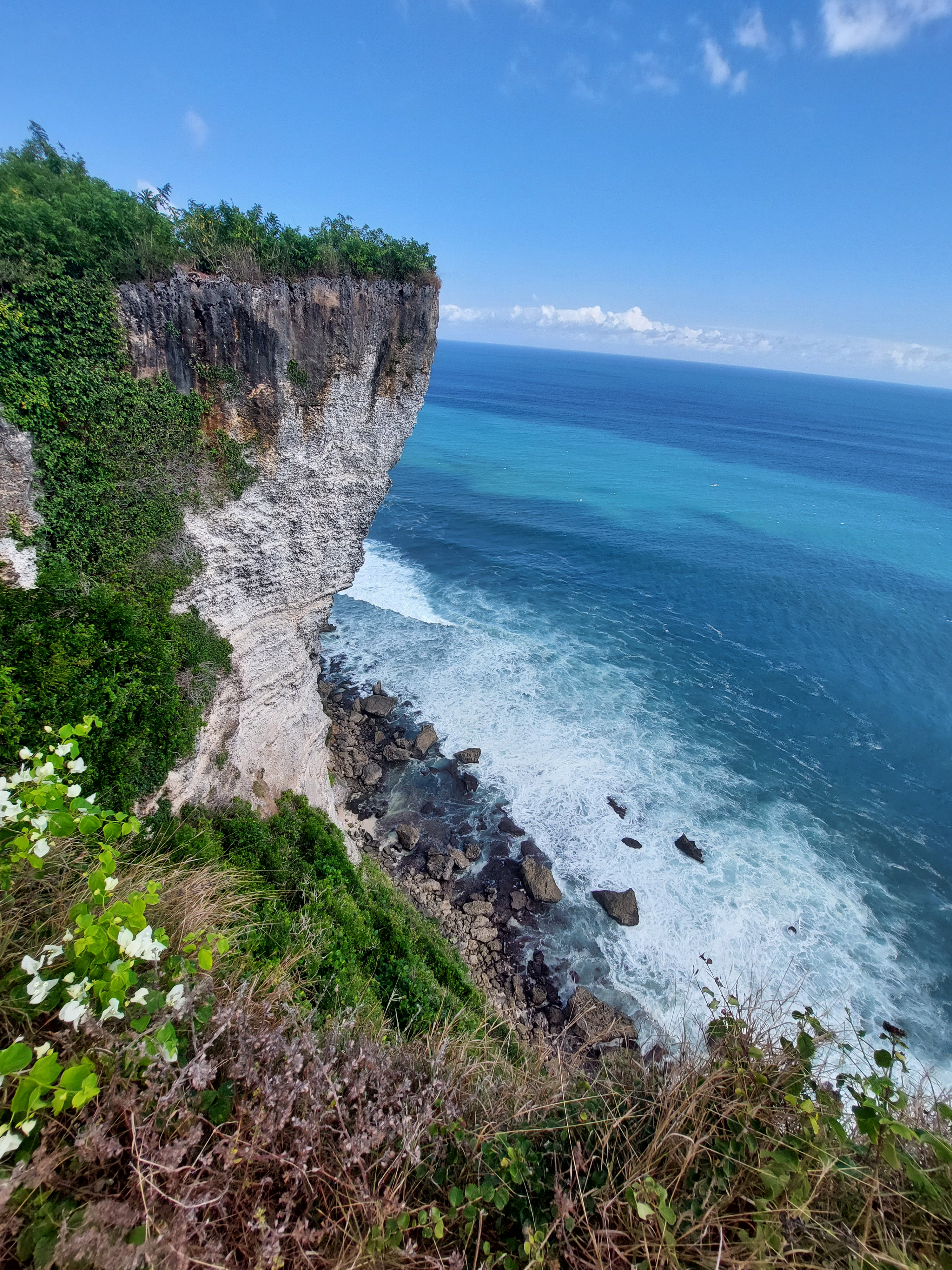
Karang Boma